# Patriarhatul în spațiul arab
Patriarhatul reprezintă sistemul de organizare politic, economic, religios sau social care atribuie bărbatului supremația în cadrul comunității și poate fi considerat drept punct de reper timp de secole în cadrul spațiului islamic. Acest model presupune o atitudine umilă și supusă din partea membrilor pentru stâlpul familiei, tatăl, singurul care deține puterea de decizie. Din punct de vedere istoric, patriarhatul s-a manifestat în organizarea socială, juridică, politică, religioasă și economică a unei game de culturi diferite. Majoritatea societăților contemporane de astăzi sunt patriarhale în practică. 

## Patriarhatul ca model tradițional
Superioritatea masculină poate fi văzută drept un element a cărui prezență este resimțită încă din zorii islamului și care continuă chiar și în zilele noastre în anumite comunități care se ghidează după modelul tradițional de gândire. Sistemul patriarhal se bazează în mare parte pe obiceiuri și tradiții. Această supremație masculină are la bază o interpretare eronată a principiilor din Coran, dorința divinității fiind invocată drept motiv pentru a justifica discriminarea. 
Cu toate acestea, există anumite pasaje care pot fi interpretate în defavoarea femeii. Astfel de versete includ repartizarea inegală dintre frate și soră a moștenirii în favoarea bărbatului, precum și credibilitatea lui sporită în cazul unui proces juridic. Bărbații sunt priviți ca dominanți în mod inerent asupra femeilor, indiferent de abilitățile lor. Puterea de care se bucură bărbatul în cadrul acestui model social nu se limitează la propria familie, ci se extinde pe toate ramurile societății, plasând tot timpul femeia pe o poziție inferioară. O teorie socială evoluționistă despre originea patriarhatului începe cu punctul de vedere conform căruia femeile investesc întotdeauna mai mult timp în a avea copii și a crește copii și a crește descendenții decât bărbații și, ca urmare, femeile sunt o resursă pentru care bărbații concurează. Această teorie se numește Principiul Bateman. Astfel, în mod tradițional, atribuțiile femeii se rezumă la creșterea copiilor și întreținerea casei. 
Diferențierea dintre bărbat și femeie are loc și pe plan spiritual și religios de vreme ce funcția de imam, poate fi atribuită exclusiv bărbaților. Superioritatea genului masculin este sugerată chiar și prin poziționarea în cadrul rugăciunii, bărbatul aflându-se tot timpul în fața femeii.
În cadrul societății patriarhale tradiționale, bărbatul domină viața politică și pozițiile de conducere, elementul feminin fiind lipsit de dreptul de a accede la o astfel de funcție. Toate palierele vieții politico-sociale sunt dominate de bărbat în cadrul societății tradiționale, iar acțiunile, moralitatea și spiritualitatea sa sunt intangibile criticii feminine. 
Dogma islamică oferă prin intermediul Coranului informații clare în legătură cu încălcarea principiilor ce stau la baza acestei religii, însă modelul social tradițional nu sancționează la fel de aspru elementul masculin în momentul ignorării limitelor impuse. De asemenea, onoarea familiei este un punct de importanță major în cadrul patriarhatului, însă ea nu este puternic știrbită în cazul încălcării principiilor islamice de către stâlpul familiei, spre deosebire de săvârșirea acelorași acțiuni de către o femeie. 

## Patriarhatul în epoca modernă
Modul tradițional de gândire și dominația stâlpului familiei se regăsesc și în prima jumătate a secolului al XX-lea, care surprinde spațiul islamic printr-o serie de conflicte de ordin politic, militar si social. Această perioadă fi descrisă drept un accentuat proces de tranziție de la un model social patriarhal la un model marcat de modernitate.
Schimbările în plan spiritual coincid cu transformarea graduală a societății, care se îndepărtează tot mai mult de modelul tradițional. Spiritualitatea, moralitatea și religia sunt aspecte care își schimbă valențele de-a lungul acestui proces, neputând rămâne nealterate de contextul politico-militar. În această perioadă, poate fi observată evoluția de la un model de gândire patriarhal la unul modern, preocuparea pentru latura teologică ocupând o poziție secundară în favoarea spațiului politic și ideologic prin care se aspiră la evoluția socială.
Atmosfera tensionată scoate la iveală dorința generală de îndepărtare a modelului tradițional de gândire, precum și a patriarhatului ca ghid social. În spațiul musulman egiptean, moravurile reprezentanților modelului patriarhal încep sa fie aduse în lumina reflectoarelor pentru a scoate în evidență atitudinea lor neglijentă sau chiar potrivnică religiei. Reprezentanții evoluției sociale militează pentru eliminarea constrângerilor și aspiră către o societate evoluată și liberă.
Dihotomia dintre modul de gândire tradițional și cel modern oferă prilejul unei analize amănunțite a falsei superiorități a stâlpului familiei și totodată a noilor idei ce au drept obiectiv final libertatea și egalitatea comunității. 
Ca reacție împotriva patriarhatului ca stil de viață, feminismul islamic devine o mișcare din ce în ce mai amplă. Deși ideea de feminism apare pentru prima dată în spațiul islamic în secolul al XIX-lea prin scriitoarea iraniană Táhirih, prima femeie din epoca modernă care a realizat exegeză coranică, mișcarea de emancipare a femeilor și îndepărtarea de sub dominația bărbatului devine un punct major de interes în secolul al XX-lea. Feminismul musulman are o viziune liberală asupra societății islamice și încearcă să adapteze religia contextului istoric, susținând că interpretarea dogmelor religioase este dominată de opiniile patriarhale care nu urmăresc adevăratele intenții ale textului ce stă la baza islamului.
Scriitori cu spirit civic ridicat precum Aisha Abd al-Rahman, Fatema Mernissi și Naghib Mahfuz contribuie în această perioadă la înlăturarea modelului patriarhal tradițional prin punerea în lumina reflectoarelor a efectelor negative pe care o au reprezentanții acestuia asupra întregului parcurs a vieții sociale musulmane. Ștergerea identității religioase, dualitatea și imoralitatea sunt doar câteva dintre trăsăturile negative atribuite reprezentanților patriarhatului, considerate totodată piedici în calea evoluției sociale. 

## Patriarhatul contemporan
Deși au existat multe încercări de subminare a sistemului social patriarhal, el continuă să existe și în prezent. Istoricul Hisham Sharabi acordă o importanță sporită analizei fenomenului în cartea Neopatriarchy: A Theory of Distorted Change in Arab Society. Una dintre ideile centrale ale acestei lucrări este că în ultimii o sută de ani, structurile patriarhale din societatea arabă, au fost departe de a fi înlăturate sau modernizate cu adevărat, ci au fost doar întărite și menținute într-o formă fals adaptată. În viziunea sa, modernizarea materială a societății a servit doar la remodelarea și reorganizarea structurilor și relațiilor patriarhale în forme moderne. 
Activitatea mișcărilor feministe ca reacție împotriva dominației masculine se intensifică în mod progresiv prin apariția unor grupuri precum Sister-hood sau Sisters in Islam, care militează pentru egalitatea sexelor. 
În realitate, progresul patriarhatului în spațiul arab este unul sesizabil și inevitabil. Acordarea dreptului de vot, precum și a dreptului de a deține permis auto femeilor reprezintă o dovadă clară în acest sens, cu atât mai mult cu cât aceste libertăți au fost oferite într-una din cele mai tradiționale societăți islamice, în Arabia Saudită.